# Nati nel 1465
| Questa pagina contiene informazioni ricavate automaticamente dalle voci biografiche con l'ausilio del template Bio e di un bot. L'aggiornamento è periodico e automatico e ricostruisce completamente la pagina. Se manca una persona in questa lista, sei pregato di non aggiungerla, ma accertati piuttosto che la sua voce biografica contenga il template Bio e che i dati anagrafici siano correttamente compilati. Se il template Bio manca, inseriscilo tu stesso o, in alternativa, metti l'avviso {{tmp\|Bio}} che ne segnala la mancanza. Se i dati riportati sono sbagliati, correggi direttamente la voce biografica; le modifiche saranno visibili in questa lista entro pochi giorni. Per chiarimenti vedi il progetto biografie. La lista contiene solo le 48 persone che sono citate nell'enciclopedia e per le quali è stato implementato correttamente il template Bio. Pagina aggiornata al 10 ago 2025. |

- 6 febbraio - Scipione del Ferro, matematico italiano († 1526)
- 24 febbraio - Lorenzo Violi, notaio e scrittore italiano († 1556)
- 16 marzo - Cunegonda d'Austria, nobile († 1520)
- 10 giugno - Mercurino Arborio di Gattinara, politico, umanista e cardinale italiano († 1530)
- 24 giugno - Isabella del Balzo, regina († 1533)
- 17 agosto - Filiberto I di Savoia, duca († 1482)
- 8 settembre - Diogo Lopes de Sequeira, esploratore e ammiraglio portoghese († 1530)
- 18 settembre - Giorgio Luti, religioso italiano († 1491)
- 14 ottobre - Konrad Peutinger, umanista, antiquario e diplomatico tedesco († 1547)
- 30 novembre - Mehmed I Giray, sovrano russo († 1523)
- 11 dicembre - Ashikaga Yoshihisa, militare giapponese († 1489)
- Francisco Álvares, presbitero, missionario e esploratore portoghese
- Giano Anisio, umanista italiano
- Ayşe Sultan, principessa ottomana († 1515)
- Giovanni Badoer, poeta, politico e diplomatico italiano († 1535)
- Domenico da Cortona, architetto e intagliatore italiano († 1549)
- Ettore Boezio, storico scozzese († 1536)
- Juan de Borgoña, pittore spagnolo († 1534)
- Andrea Buondelmonti, arcivescovo cattolico italiano († 1542)
- Guglielmo Caetani, II duca di Sermoneta, militare italiano († 1519)
- Caterina di Pomerania-Wolgast, nobile tedesca († 1526)
- Gaspard I de Coligny, militare francese († 1522)
- Littifredi Corbizi, miniatore italiano († 1520)
- William Cornysh, compositore, drammaturgo e poeta inglese († 1523)
- Beatriz Enríquez de Arana, spagnola († 1521)
- Cassandra Fedele, umanista italiana († 1558)
- Andrea Ferrucci, scultore italiano († 1526)
- Battista Fiera, medico, poeta e filosofo italiano († 1538)
- Beatriz Galindo, scrittrice, umanista e umanista spagnola († 1534)
- Dmitrij Gerasimov, diplomatico, filologo e scrittore russo († 1535)
- Piri Mehmed Pascià, politico ottomano († 1532)
- Francesco Melanzio, pittore italiano († 1526)
- Fiammetta Michaelis, italiana († 1512)
- Guglielmo Raimondo VI Moncada, nobile, politico e militare italiano († 1510)
- Dionigi Naldi, condottiero italiano († 1510)
- Jan Provoost, pittore fiammingo († 1529)
- Fernando de Rojas, scrittore spagnolo († 1541)
- Alessandro Sforza di Francavilla, condottiero italiano († 1523)
- Johann von Staupitz, abate e teologo tedesco († 1524)
- Johann Tetzel, religioso tedesco († 1519)
- Scaramuccia Trivulzio, cardinale e vescovo cattolico italiano († 1527)
- Diego Velázquez de Cuéllar, esploratore spagnolo († 1524)
- Gil Vicente, drammaturgo e poeta portoghese († 1536)
- Visunarat, sovrano laotiano († 1520)
- Leonardo del Tasso, scultore e intagliatore italiano
- Francesco di Bartolomeo del Giocondo, nobile e mercante italiano († 1538)
- Giovanna di Borbone-Vendôme, nobile francese († 1511)
- Enrico VIII di Waldeck, nobile tedesco († 1513)